# Rheingold Breweries

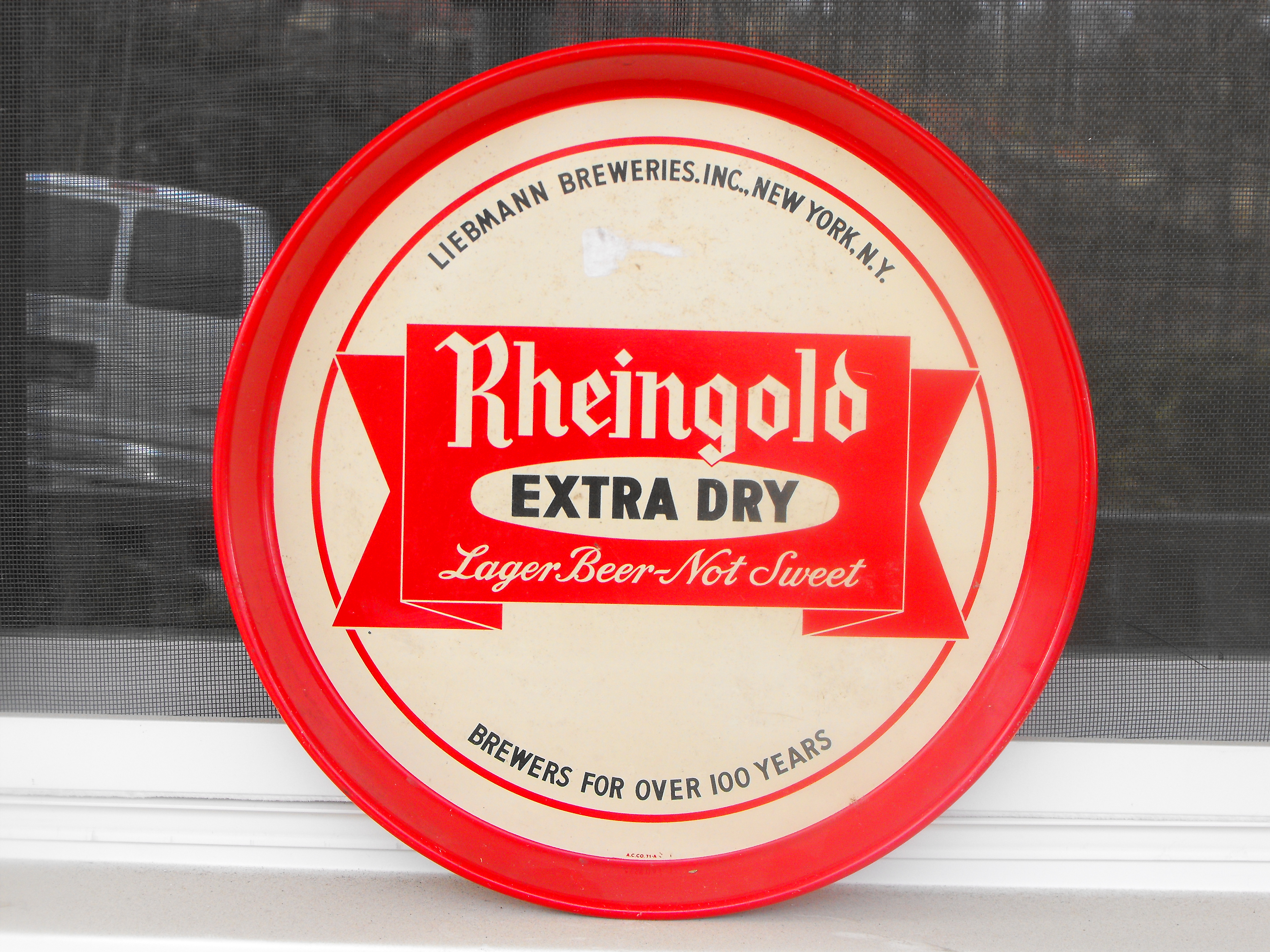
Tablett mit Rheingold-Logo

Rheingold Breweries ist eine ehemalige US-amerikanische Brauerei in New York City. Zwischen den 1940er- und 1960er-Jahren war sie mit ihrem Hauptprodukt Rheingold Extra Dry eine der erfolgreichsten Brauereien der Stadt.

## Geschichte

### Gründung
In Folge der deutschen Revolution emigrierte der Gastwirt und Brauer Samuel Liebmann im Jahr 1854 mit seiner Familie in die USA. Sein ältester Sohn, Joseph Liebmann, war bereits 1850 emigriert und hatte sich in Brooklyn niedergelassen. Kurz nach der Ankunft der Familie schloss Samuel Liebmann einen einjährigen Mietvertrag für die Maasche Brewery an der Meserole Street in Williamsburg ab und benannte sie in S. Liebmann Brewery um. Nach dem Ablauf des Mietvertrags baute Liebmann gemeinsam mit seinen Söhnen Joseph, Henry und Charles eine neue, größere Brauerei an der Kreuzung der Forest und der Bremen Street im nahegelegenen Stadtteil Bushwick, welche unter demselben Namen lief.
Im Jahr 1868 zog sich Samuel Liebmann aus dem aktiven Geschäft zurück. Das Unternehmen war seit Gründung stetig gewachsen. Zur gleichen Zeit eröffneten Joseph Liebmann und dessen Schwager David Obermeyer die Obermeyer and Liebmann Havana Brewery, welche in der Folgezeit unabhängig von der S. Liebmann Brewery agierte. Im Jahr 1872 verstarb der Firmengründer und die Leitung der Brauerei wurde von seinen Söhnen übernommen. Der Name wurde zu S. Liebmann’s Sons Brewing Company geändert. Das Unternehmen war zu dieser Zeit eine der ersten Brauereien in Brooklyn, welche über ein mechanisches Kühlsystem verfügte. Zu dieser Zeit begann die Liebmann-Familie, sich für den Straßen- und Kanalbau in ihrem Stadtbezirk einzusetzen.
Im Jahr 1877 war die Liebmann-Brauerei mit einer Jahresproduktion von 39.000 Barrel Bier die größte Brauerei in Brooklyn. Die dritte Akquisition einer Brauerei wurde im Jahr 1878 durchgeführt: Es wurde die J. P. Schoenewald Brewery in Brooklyn gekauft. 1883 wurde die Rheingold-Marke eingeführt, welche sich im 20. Jahrhundert zum Flaggschiff der Brauerei entwickelte. Im Jahr 1895 heiratete die Tochter Joseph Liebmanns den Hopfenhändler Samuel Simon Steiner. Diese familiäre Bindung zur Steiner-Familie trug mit zum Aufstieg der Brauerei bei. Sieben Jahre später wurde die Claus Lipsius Brewery akquiriert. Somit betrug die Produktionskapazität der Liebmann-Brauerei bereits 200.000 Barrel pro Jahr.

### Prohibition und Aufstieg
Im Jahr 1903 gingen die drei Liebmann-Brüder in den Ruhestand und übergaben die Leitung des Geschäfts an sechs ihrer Enkelsöhne. Nach dem Tod des Brauereibesitzers Johann Grauer kaufte der neue Vorstand dessen Ridgewood Park Brewery. Bis zum Jahr 1914 stieg der Jahresausstoß auf 700.000 Barrel. Während des Ersten Weltkriegs litt das Geschäft aufgrund des vorherrschenden Ressentiments gegenüber den deutschen Wurzeln der Familie.
Während der Zeit der Prohibition verkaufte die Brauerei Limonade und stark alkoholreduziertes Leichtbier. Die Obermeyer and Liebmann Havana Brewery wurde 1924 in das Unternehmen eingegliedert. Zu dieser Zeit wurde der Brauereiname zu Liebmann Breweries geändert. Nach dem Ende der Prohibition im Jahr 1933 begann die Brauerei wieder, ihr Portfolio an Vollbieren herzustellen.
Zur selben Zeit gelang es den Liebmann-Enkeln, den früheren Geschäftsführer der Löwenbräu-Brauerei, Hermann Schülein, einzustellen. Dieser war als Jude aufgrund der aufkommenden anti-semitischen Propaganda in Deutschland emigriert. Seine Erfahrung im Biergeschäft verhalf dem Unternehmen in den Folgejahren zu starkem Wachstum. Unter ihm und dem Urenkel des Firmengründers, Philip Liebman, wurde eine neue Marketingstrategie implementiert, welche die Rheingold-Marke in den Mittelpunkt stellte. Sie wurde als Rheingold Extra Dry über stadtweit verbreitete Plakate, Printwerbung und über eingängige Radiowerbespots („Rheingold, the dry beer – think of Rheingold whenever you buy beer.“) vermarktet. Hinzu kam der neu eingeführte „Miss Rheingold“-Schönheitswettbewerb, welcher es schnell zu lokaler Beliebtheit schaffte. Das erste Rheingold-Girl war das Model Jinx Falkenburg im Jahr 1940. 1947 wurde die John Eichler Brewing Company gekauft.
Trotz der vielversprechenden Marketingstrategie markierte der Zweite Weltkrieg aufgrund der Vorbehalte der Bevölkerung gegenüber einer deutschen Firma eine schwierige Zeit für das Unternehmen. Nach dem Kriegsende profitierte die Brauerei stark vom nationalen wirtschaftlichen Aufschwung und Rheingold wurde zu einer der populärsten Biermarken in New York. Bis zu den 1960ern hielten die Liebmann Breweries teilweise bis zu 35 % Marktanteil am lokalen Markt. In den 1950ern wurden zwei Produktionsstandorte der Acme Breweries in Kalifornien (Los Angeles und San Francisco) übernommen sowie die John F. Trommer Brewery (1950) akquiriert. Zur selben Zeit wurden die Liebmann Breweries ein regionaler Sponsor der Nat King Cole Show, der ersten von einem Afro-Amerikaner moderierten Fernsehshow.
Im Jahr 1960 stellten die Liebmann Breweries den Braumeister Joseph Owades ein, welcher ein Rezept für ein „Light“-Bier entwickelte. Dieses wurde unter dem Namen Gablinger’s Diet Beer verkauft. Es wurde später an die Brauerei Master Brau verkauft, welche ihrerseits das Rezept 1972 an Miller verkaufte. Diese entwickelten daraus 1975 das überaus populäre Miller Lite.

### Niedergang und Verkauf
Trotz ihrer erfolgreichen Geschichte konnte das Unternehmen dem steigenden Konkurrenzdruck auf dem amerikanischen Biermarkt der 1960er- und 1970er-Jahre nicht standhalten. Größere, landesweit agierende Brauereien wie Anheuser-Busch, Miller und Coors konnten durch ihre wesentlich größeren Produktionsvolumen Skaleneffekte ausnutzen und drangen auf den New Yorker Biermarkt. 1957 verkaufte das Unternehmen seinen Standort in Los Angeles an die Theodore Hamm Brewing Company, 1959 den Standort in San Francisco. 1961 trennte man sich von der Eichler-Brauerei. Die Liebmann Breweries wurden im Jahr 1963 an die Pepsi Bottling Group verkauft und 1964 in Rheingold Breweries umbenannt. 1965 waren die Rheingold Breweries mit 4.236.000 Barrel Jahresausstoß die achtgrößte Brauerei in den USA.
In der Folgezeit wechselte die Rheingold-Marke mehrmals den Besitzer. 1974 kaufte der Kaffeehersteller Chock full o‘ Nuts die Brauerei. Dieser stellte die Produktion der Rheingold-Marke im Jahr 1976 ein und schloss die Brauerei in Brooklyn. 1980 wurde die Marke an Christian Schmidt Brewing Company verkauft. 1981 wurde die Brauerei in Bushwick abgerissen. Später kaufte die G. Heileman Brewing Company das Unternehmen. Durch den Kauf der Heileman-Brauerei durch die Stroh Brewery Company im Jahr 1996 übernahm diese die Rechte.

### Wiedereinführung 1998
Im Jahr 1996 entschloss sich der Präsident der Rheingold Breweries, Michael Mitaro, die seit 1976 inaktive Rheingold-Marke wieder von Stroh Brewery Company zurückzumieten, um einen Relaunch der Marke zu versuchen. Gemeinsam mit Walter Liebman, einem Nachfahren des Firmengründers, und dem ehemaligen Braumeister, Joseph Owades, wurde die Produktion von Rheingold-Bier im Jahr 1998 in der F. X. Brewery in Utica wieder aufgenommen. Rheingold wurde der offizielle Biersponsor der New York Mets und wurde im Shea Stadium ausgeschenkt. Gleichzeitig wurde auch der „Miss Rheingold“-Wettbewerb wieder eingeführt. Trotz der vielbeworbenen Wiedereinführung gelang es der Marke nicht, in das größte Kundensegment der 21- bis 27-Jährigen einzusteigen.
Im Jahr 2005 wurden die Rheingold Breweries von der Holding Drinks Americas gekauft.
2013 präsentierte die Immobiliengesellschaft „Read Property“ Pläne, den alten Brauereikomplex in Bushwick zu einem Wohnkomplex umzubauen.

## „Miss Rheingold“-Wettbewerb

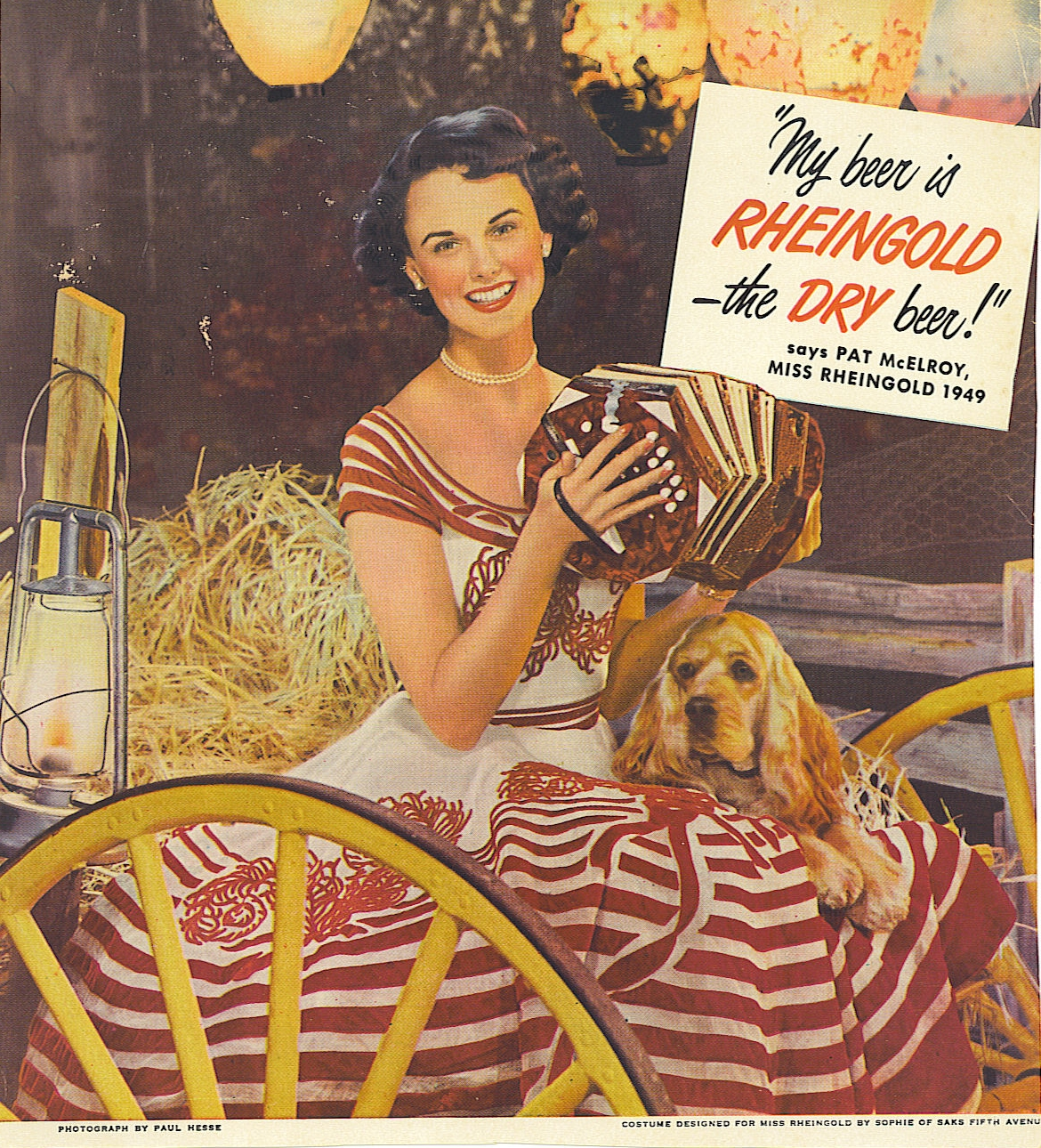
Miss Rheingold 1949

Seit 1940 veranstalteten die Liebmann Breweries jährlich einen Schönheitswettbewerb für Frauen. Die Siegerin wurde für das kommende Jahr die offizielle „Miss Rheingold“ und damit das Werbegesicht der Marke. Der Wettbewerb erfreute sich großer Beliebtheit und verhalf der Brauerei zu Popularität. 1964 wurde der Wettbewerb eingestellt, da die Brauerei die finanziellen Mittel zu dessen Veranstaltung aufgrund des Niedergangs der Marke nicht mehr aufbringen konnte.
Im Folgenden werden die Namen aller Siegerinnen zwischen 1940 und 1964 gelistet:
| Jahr | Name             |
| ---- | ---------------- |
| 1940 | Jinx Falkenburg  |
| 1941 | Ruth Ownbey      |
| 1942 | Nancy Drake      |
| 1943 | Sonia Gover      |
| 1944 | Jane House       |
| 1945 | Pat Boyd         |
| 1946 | Rita Daigle      |
| 1947 | Michaele Fallon  |
| 1948 | Pat Quinland     |
| 1949 | Pat McElroy      |
| 1950 | Pat Burrage      |
| 1951 | Elisa Gammon     |
| 1952 | Anne Hogan       |
| 1953 | Mary Austin      |
| 1954 | Adrienne Garrett |
| 1955 | Nancy Woodruff   |
| 1956 | Hillie Merritt   |
| 1957 | Margie McNally   |
| 1958 | Madelyn Darrow   |
| 1959 | Robbin Bain      |
| 1960 | Emily Banks      |
| 1961 | Janet Mick       |
| 1962 | Kathy Kersh      |
| 1963 | Loretta Rissell  |
| 1964 | Celeste Yarnall  |

Mit dem Relaunch der Marke im Jahr 1998 wurde auch der Wettbewerb wieder eingeführt.

## Rheingold in der Popkultur
Rheingold-Bier findet sich in etlichen Werken:
- Im Film Der Pate (1972) steht ein Rheingold-Lieferwagen im Hintergrund der Szene, in der Sonny seinen Schwager Carlo verprügelt.
- Im Film Sophies Entscheidung (1982) wirft Nathan seinem Freund Stingo ein Rheingold zu.
- Im Film Das letzte Haus links (1972) reicht Junior Stillo, Sadie ein Rheingold im Badezimmer.
- In einer der ersten Szenen des Films Der Werwolf von Tarker Mills (1985) singt die Figur Arnie Westrum den Werbesong der Brauerei.
- In Eartha Kitts Lied I wanna be evil sagt sie zu Beginn: „I was made Miss Rheingold though I never touch beer.“ („Ich wurde zur Miss Rheingold gewählt, obwohl ich nie Bier trinke.“)
- In Stephen Kings Roman Carrie trinkt die Figur Billy Nolan Rheingold-Bier.
- Im Buch ’Tis schreibt Frank McCourt, dass Rheingold eines der ersten Biere war, welche er in Amerika gesehen hatte.
- Im Oscar-prämierten Film Green Book lässt sich die Figur Tony Vallelonga am Tresen ein Rheingold zapfen.
- In Folge 13 der dritten Staffel von King of Queens trinken Doug und seine Freunde beim Pokern Rheingold Bier aus Flaschen.
- In der Serie Mad Men wird öfter Rheingold serviert.